# Laurent Porchier
Laurent Porchier (* 27. Juni 1968 in Bourg-de-Péage) ist ein ehemaliger französischer Leichtgewichts-Ruderer. 
Der 1,78 m große Porchier belegte bei den Ruder-Weltmeisterschaften 1988 im Leichtgewichts-Vierer ohne Steuermann den vierten Platz. Ab der Saison 1990 trat Porchier als Skull-Ruderer an. Er belegte bei den U23-Weltmeisterschaften 1990 den dritten Platz im Leichtgewichts-Einer. Bei den Weltmeisterschaften ohne Altersbeschränkung ruderte er zusammen mit Bruno Boucher, Bruno Lebeda und Thierry Renault im Leichtgewichts-Doppelvierer auf den zweiten Platz hinter dem italienischen Boot. Im Jahr darauf siegte die australische Crew vor dem schwedischen Vierer und den Franzosen, bei denen außer Renault und Porchier Roland Galliac und Patrick Maiore im Boot saßen. Bei den Ruder-Weltmeisterschaften 1992 belegte der französische Doppelvierer den sechsten Platz, 1993 ruderte Porchier mit Benoît Le Délézir auf den vierten Platz im Leichtgewichts-Doppelzweier.
Porchier kehrte erst 1997 auf die Regattastrecken zurück, jetzt wieder als Riemenruderer. Bei den Ruder-Weltmeisterschaften 1997 gewann der Leichtgewichts-Vierer ohne Steuermann in der neuen Zusammensetzung mit Xavier Dorfman, Frederic Pinon, Yves Hocdé und Laurent Porchier vor heimischem Publikum auf dem Lac d’Aiguebelette die Silbermedaille hinter der dänischen Crew. 1998 in Köln erruderte das französische Boot in der gleichen Besetzung erneut Silber hinter den Dänen. Bei den Weltmeisterschaften 1999 im kanadischen St. Catharines gewannen die Dänen vor dem australischen Vierer, die Franzosen mit Jean-David Bernard, Dorfman, Hocdè und Porchier erhielten die Bronzemedaille. 2000 siegte der französische Leichtgewichts-Vierer sowohl beim Weltcup in München als auch in Luzern. Bei den Olympischen Spielen in Sydney siegte die französische Equipe mit Xavier Dorfman am Schlag, Jean-Christophe Bette, Yves Hocdé und Bugmann Laurent Porchier vor den australischen Ruderern und den Dänen.
Bei den Ruder-Weltmeisterschaften 2001 erkämpfte der Leichtgewichts-Vierer in der Besetzung des Olympiasiegs die Bronzemedaille; alle vier Ruderer saßen auch im französischen Leichtgewichts-Achter und erhielten in dieser Bootsklasse die Goldmedaille. Für Porchier waren diese Weltmeisterschaften in Luzern das erfolgreiche Ende einer langen Karriere.